# ضد صغروي (مناعة)
الضد الصغروي المناعي (بالإنجليزية: microantibody)‏ هو سلسلة قصيرة من الأحماض الأمينية الاصطناعية منسوخ من أجسام مضادة طبيعية تعمل بكامل طاقتها. يمكن للأضداد الصغروية وقف الفيروسات مثل فيروس نقص المناعة البشرية من إصابة الخلايا في المختبر.